# 詹姆斯·鲍登
詹姆斯·鲍登（英語：James Bowdoin，1726年—1790年），美国政治家，波士顿人。曾是殖民地议员和麻薩諸塞州制憲會議成员。他父亲是商人，1745年毕业于哈佛大学，1747年他父亲逝世后他继承了一大笔财产。1753年他被选入马萨诸塞湾省議會，1779年他主持《麻薩諸塞州憲法》制定工作。1785年，他成为马萨诸塞州州长，任内漠视农民，残酷镇压謝司叛亂；1787年尋求連任，敗給前州長约翰·汉考克。1788年鲍登參與了麻州批准《美国宪法》施行的會議，並投下贊成票。1790年他在波士顿逝世。他除了参与政治，对自然历史的研究也有一定贡献，写过一些论文。缅因州的鲍登学院以他的名字命名。